# Slatina-Timiș

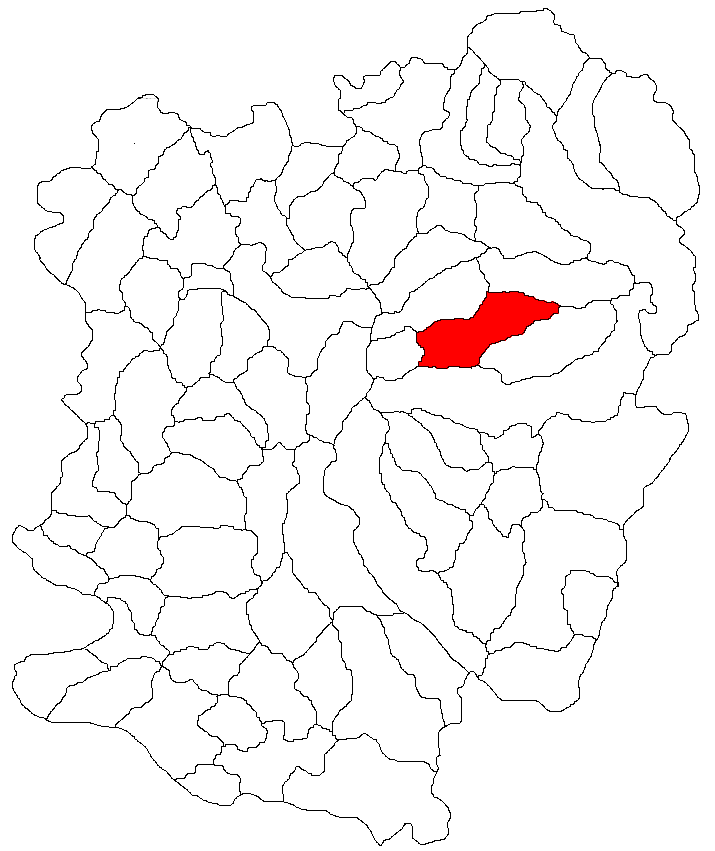
Lage der Gemeinde Slatina-Timiș im Kreis Caraș-Severin

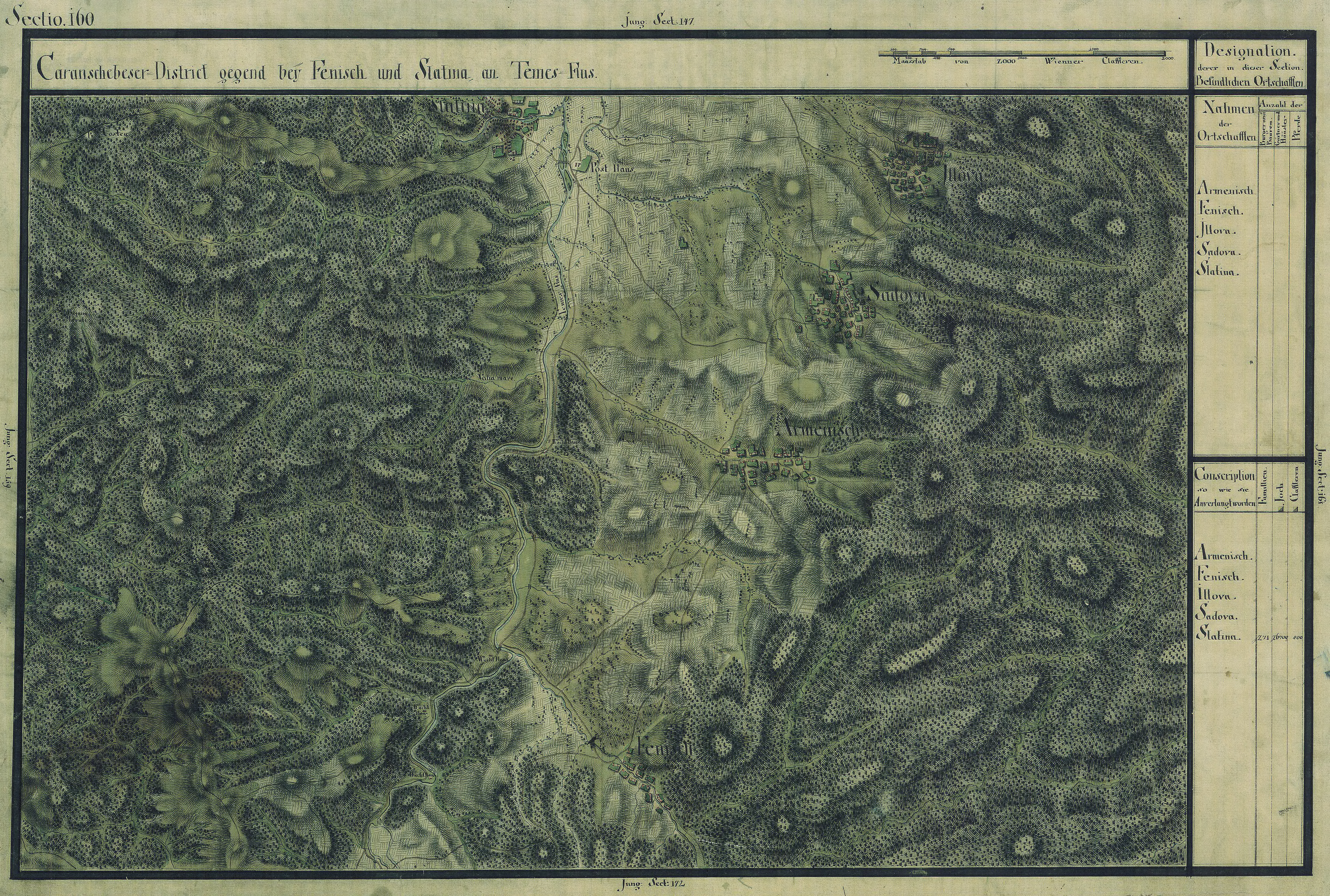
Slatina-Timiș auf der josephinischen Landaufnahme

Slatina-Timiș (deutsch Temesch-Slatina, ungarisch Temesszlatina) ist eine Gemeinde im Kreis Caraș-Severin in der Region Banat in Rumänien. Zur Gemeinde Slatina-Timiș gehören auch die Dörfer Ilova, Sadova Nouă und Sadova Veche.

## Geografische Lage
Slatina-Timiș liegt im Kreis Caraș-Severin, an der Nationalstraße DN6 Timișoara-Orșova, in 60 km Entfernung von Reșița, 20 km von Caransebeș, 60 km von Băile Herculane, 30 km vom Semenic, 20 km von Trei Ape und 42 vom Muntele Mic.

## Nachbarorte
| Lindenfeld | Vălișoara                                   | Ilova       |
| Weidenthal | Kompassrose, die auf Nachbargemeinden zeigt | Sadova Nouă |
| Wolfsberg  | Sadova Veche                                | Sat Bătrân  |

## Geschichte
Im Laufe der Jahrhunderte trat der Ort unter verschiedenen Schreibweisen in Erscheinung: 1433 Szlatina, 1500 Zlathyna, 1603 Also-Zlatina, 1808 Szlatina und Slatina, 1888 Temes-Szlatina, 1913 Temesszlatina.
Auf der Josephinischen Landaufnahme von 1717 ist der Ort Slatina am Temes Fluss eingetragen. Nach dem Frieden von Passarowitz (1718) war die Ortschaft Teil der Habsburger Krondomäne Temescher Banat.
Die römisch-katholische Kirche in Slatina wurde 1739 gebaut. Der Bau geht auf ein Gelübde zurück, das Franz von Lothringen, der Ehemann von Maria Theresia, wegen einer Errettung aus schwerer Gefahr abgelegt hatte. Die Kirche wurde  dann von der Gemahlin Kaiser Karl VI., Kaiserin Elisabeth, zunächst für das Patrozinium der heiligen Jungfrau Maria gebaut, später wurde die Kirche dem heiligen Erzengel Michael geweiht.
Infolge des Österreichisch-Ungarischen Ausgleichs (1867) wurde das Banat dem Königreich Ungarn innerhalb der Doppelmonarchie Österreich-Ungarn angegliedert. Die amtliche Ortsbezeichnung war Temesszlatina.
Der Vertrag von Trianon am 4. Juni 1920 hatte die Dreiteilung des Banats zur Folge, wodurch Slatina Timiș an das Königreich Rumänien fiel.

## Bevölkerungsentwicklung
| 1880 | 3704 | 3186 | 30 | 468 | 20  |
| 1910 | 4582 | 3708 | 86 | 775 | 13  |
| 1930 | 4322 | 3469 | 10 | 677 | 166 |
| 1977 | 4208 | 3649 | 4  | 546 | 9   |
| 2002 | 3659 | 3468 | 1  | 189 | 1   |
| 2021 | 2682 | 2498 | -  | 2   | 182 |